# Aneomochtherus flavipes
Aneomochtherus flavipes là một loài ruồi trong họ Asilidae. Aneomochtherus flavipes được Meigen miêu tả năm 1820.